# Голос (фильм, 1986)
Короткометражный фильм «Голос» входит в состав киноальманаха «Исключения без правил» (92 минуты), снятого по рассказам Михаила Мишина.

## Сюжет
Однажды с героем происходят странные метаморфозы. Каждый раз, когда ситуация требует от него выразить свои мысли и чувства, он, помимо своей воли, начинает говорить бодрым и торжественным голосом радиодиктора. Казённая речь, наполненная штампами и показным оптимизмом, искажает до неузнаваемости то, что герой хотел высказать.

## В ролях
- Семён Фарада — Олег Иванович Валюшин
- Екатерина Васильева — жена Валюшина
- Владислав Стржельчик — профессор-невролог
- Всеволод Шиловский — начальник главка
- Александр Белинский — руководитель лаборатории
- Грачья Мекинян — Саркисов
- Алексей Кожевников — Голубев
- Анатолий Сливников — пациент в коляске
- Анатолий Рудаков — милиционер
- Аркадий Коваль — сотрудник лаборатории
- Владимир Богданов — сотрудник лаборатории

## Съёмочная группа
- Автор сценария: Михаил Мишин
- Режиссёр-постановщик: Владимир Бортко
- Оператор-постановщик: Анатолий Лапшов
- Художник-постановщик: Владимир Светозаров
- Композитор: Владимир Дашкевич